# Héctor Dairo Fuentes
Héctor Dayron Fuentes Valdés (ur. 19 maja 1988) – kubański lekkoatleta specjalizujący się w trójskoku i skoku w dal. Reprezentował Kubę na igrzyskach olimpijskich w 2008 w trójskoku. Awansował do finału, gdzie zajął ostatnie, 12. miejsce. Jego rekordami życiowymi w skoku w dal są wyniki 7,94m na zewnątrz uzyskany 11 maja 2008 w Barquisimeto w Wenezueli oraz 7,95m w hali uzyskany 29 lutego 2008 w Chemnitz w Niemczech natomiast rekordami w trójskoku są 17,43m na zewnątrz uzyskany 19 lipca 2008 w Hawanie na Kubie oraz 16,85m w hali uzyskany 13 lutego 2009 w Bercy Arena w Paryżu we Francji.

## Osiągnięcia
| Rok  | Impreza                                  | Miejsce   | Konkurencja | Lokata      | Wynik |
| ---- | ---------------------------------------- | --------- | ----------- | ----------- | ----- |
| 2005 | Mistrzostwa świata juniorów młodszych    | Marrakesz | Trójskok    | 1. miejsce  | 16,63 |
| 2007 | Mistrzostwa panamerykańskie juniorów     | São Paulo | Trójskok    | 8. miejsce  | 16,61 |
| 2008 | Mistrzostwa Ameryki Środkowej i Karaibów | Cali      | Skok w dal  | 8. miejsce  | 7,44  |
| 2008 | Mistrzostwa Ameryki Środkowej i Karaibów | Cali      | Trójskok    | 2. miejsce  | 17,23 |
| 2008 | Letnie igrzyska olimpijskie              | Pekin     | Trójskok    | 12. miejsce | 16,28 |
| 2009 | Uniwersjada                              | Belgrad   | Trójskok    | 2. miejsce  | 17,13 |